# Metalimnobia (Metalimnobia) xanthopteroides
Metalimnobia (Metalimnobia) xanthopteroides is een tweevleugelige uit de familie steltmuggen (Limoniidae). De soort komt voor in het Palearctisch en Oriëntaals gebied.